# 廣東道

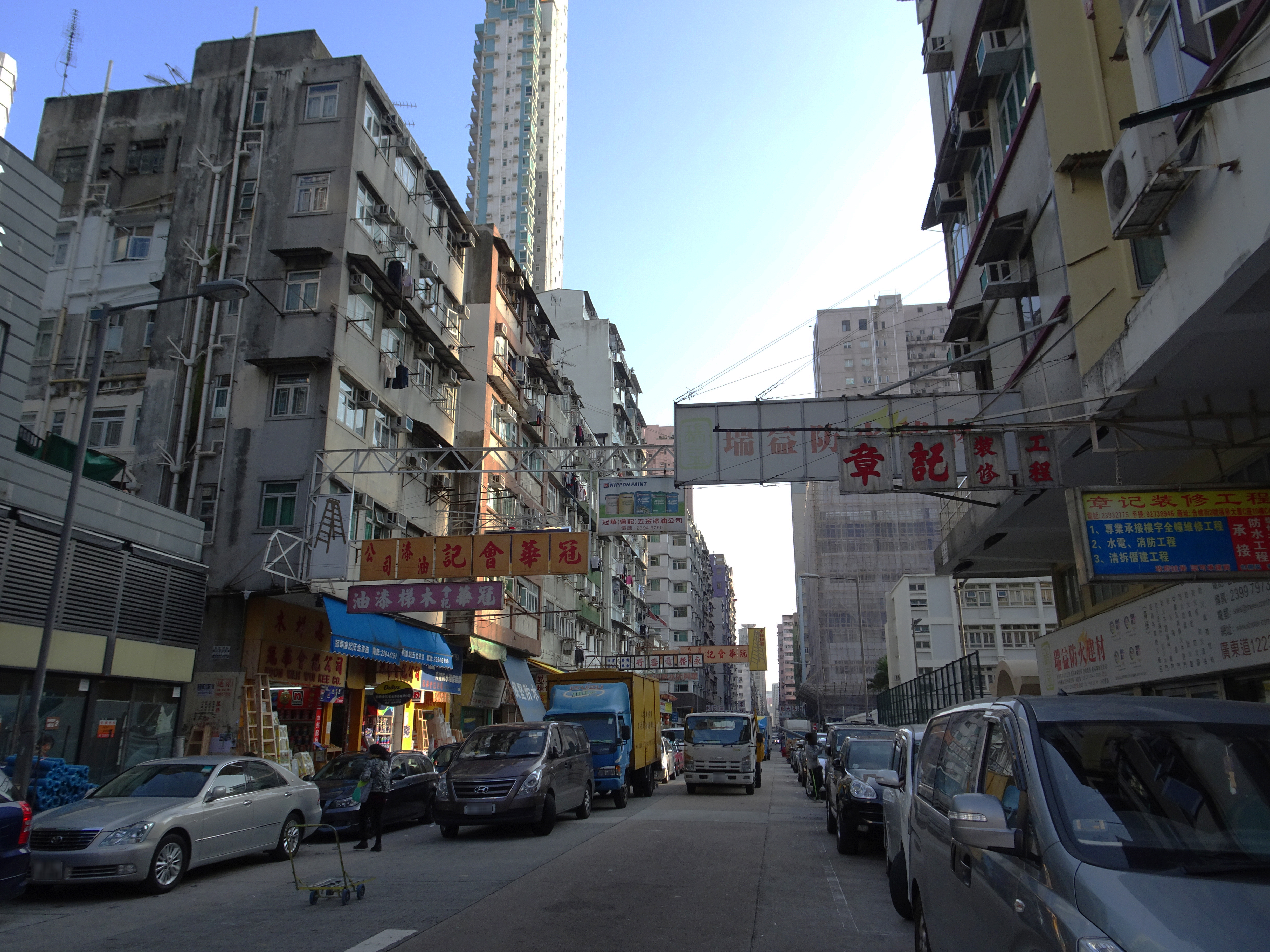
廣東道北端

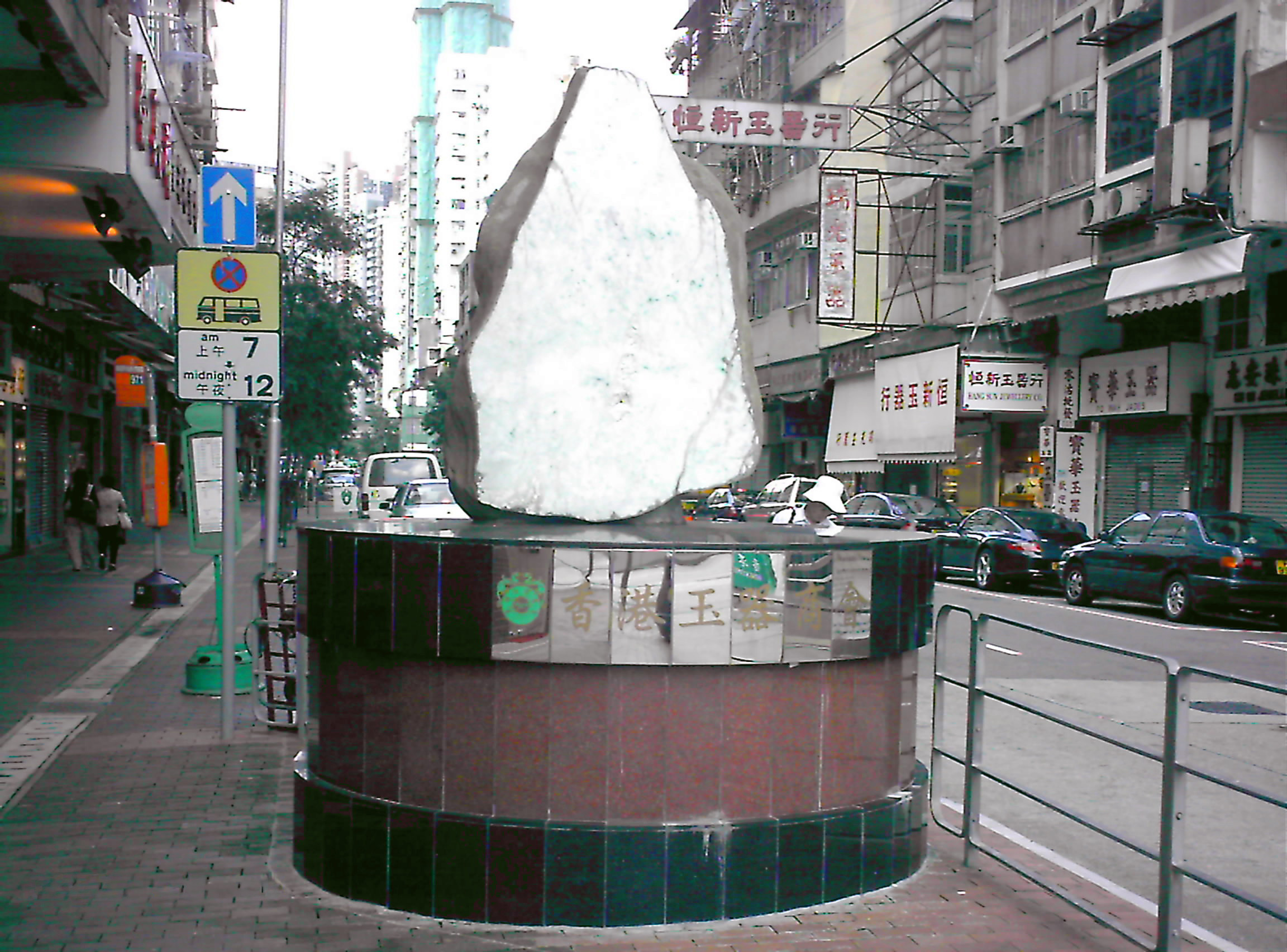
香港玉器商會在廣東道與佐敦道交界建立的玉石紀念碑

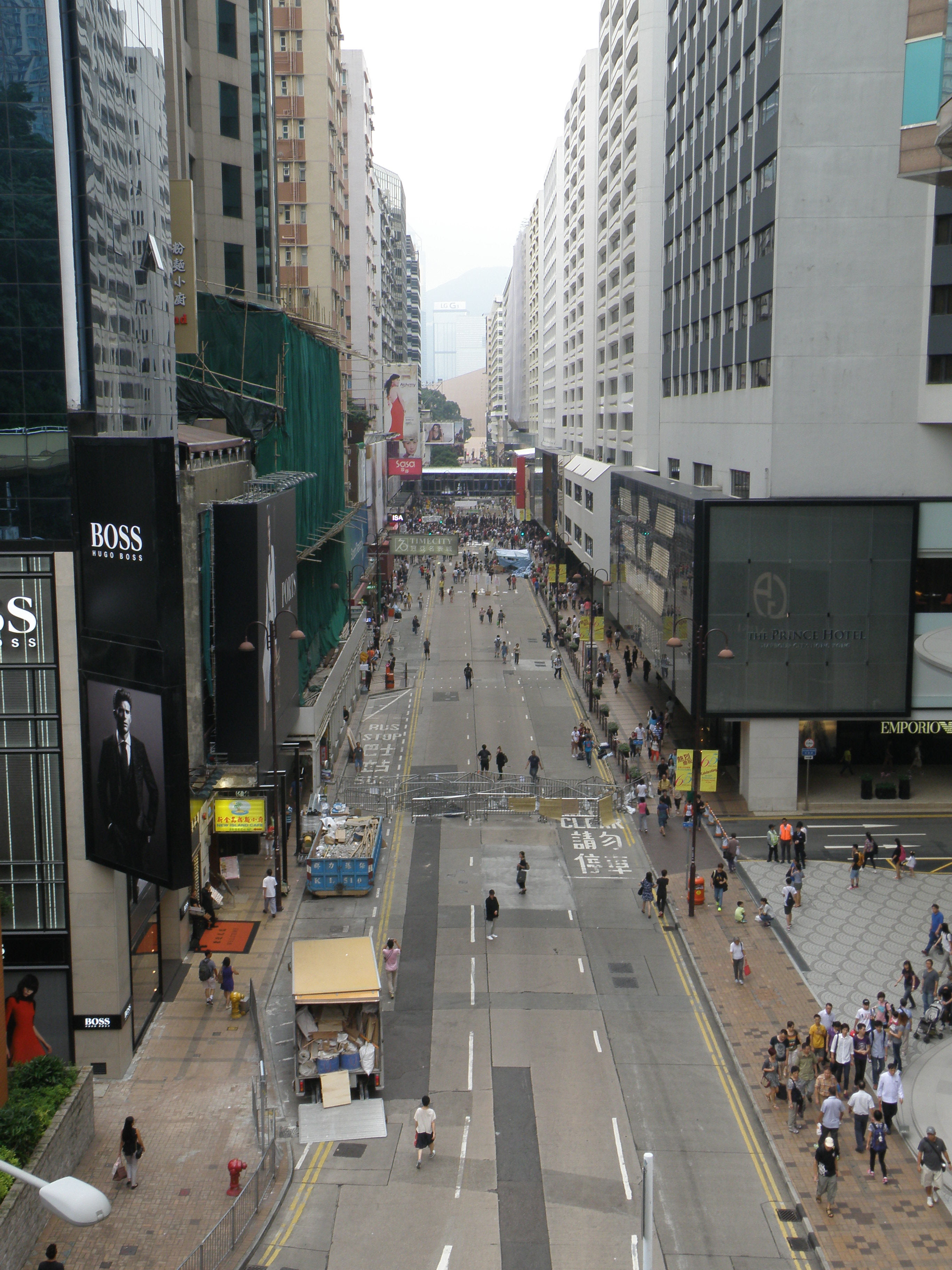
2014年近海港城（右）南望廣東道，雨傘運動佔據廣東道的情況

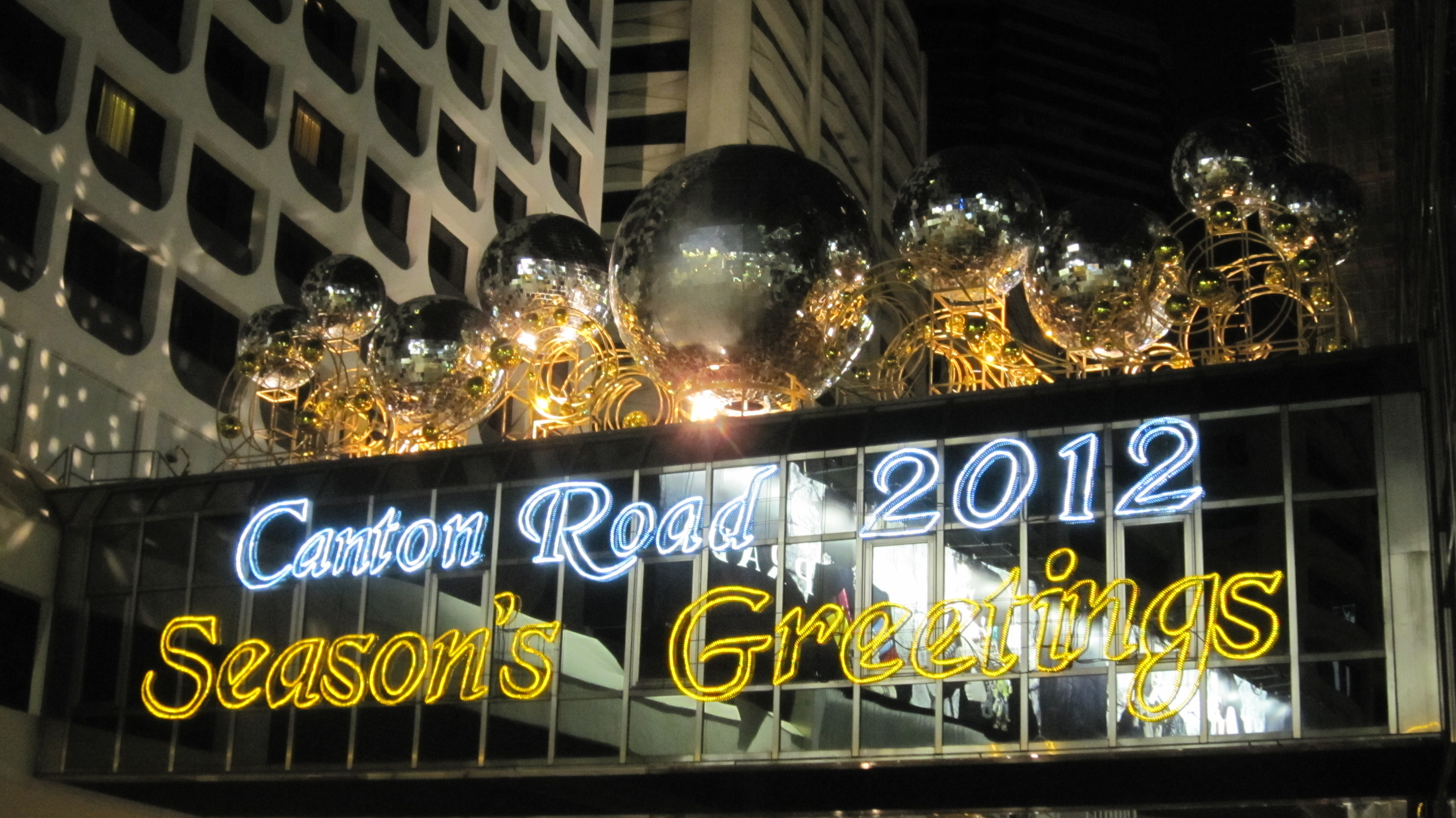
海港城及新港中心之間的行人天橋是香港跨年活動地點之一

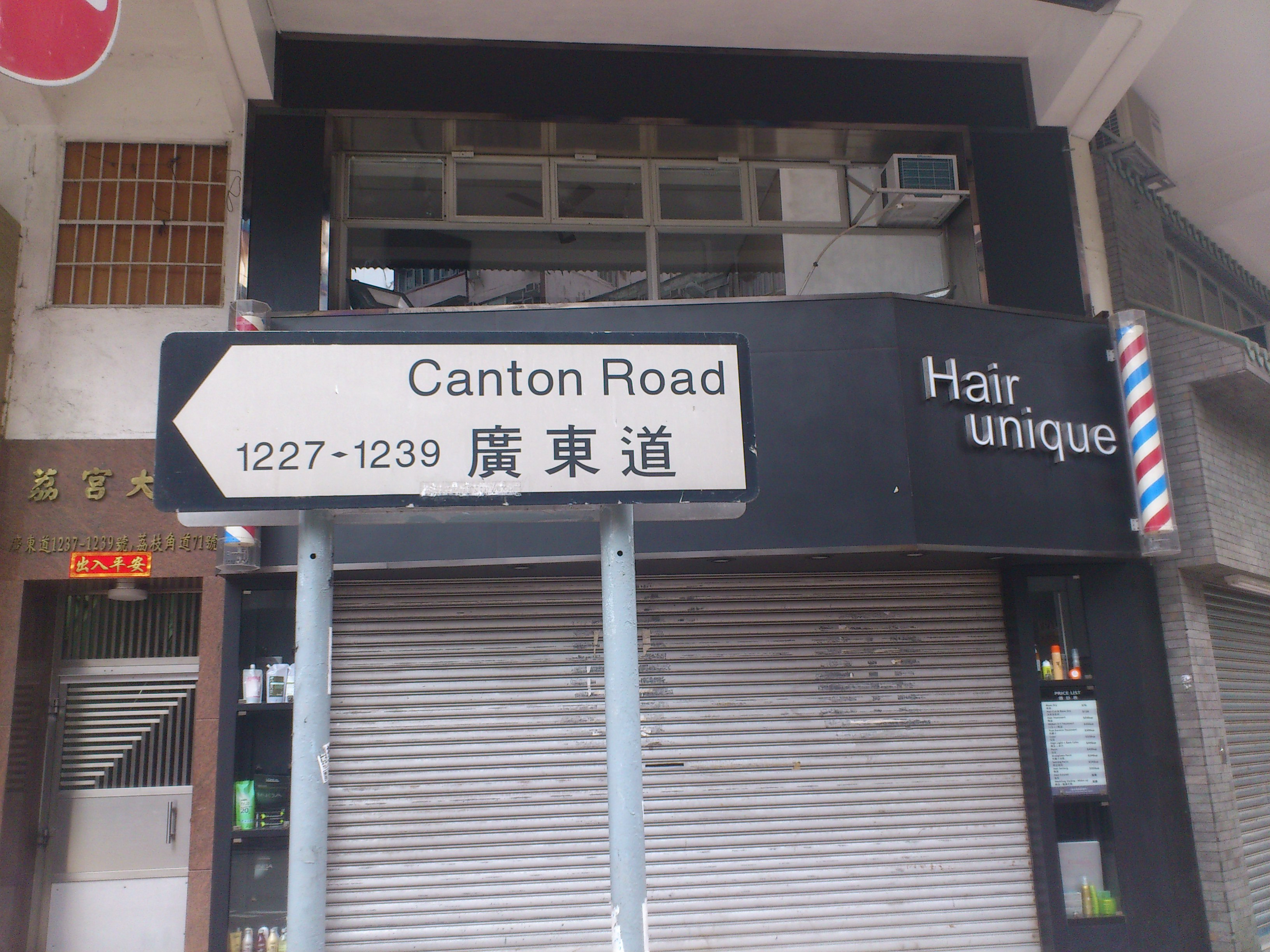
廣東道與荔枝角道交界，為廣東道的盡頭

廣東道（英語：Canton Road）是香港九龍油尖旺區一條主要道路，跨越旺角、油麻地及尖沙咀3個區域，南面連接梳士巴利道，北面則與荔枝角道連接，路線大致與彌敦道平行。
廣東道擁有九龍區以門牌號碼編號最大的號碼，地址是旺角廣東道1239號荔宮大廈B室。

## 歷史
1887年，最先開發的一段廣東道建成，位於九龍倉碼頭側，以時任香港總督麥當奴爵士（Sir Richard Macdonnell）命名為勿當拿道（後譯麥當奴道）。1909年3月，為免與香港島的同名道路混淆，道路便改以廣東省城為名，英文稱為“Canton Road”。但由於清朝時並未有「廣州市」，而「Canton」一词是指「廣東省城」（1921年廣州市成立），因此在翻譯中就被譯作廣東道。其後隨著九龍半島的發展，廣東道才一直逐漸向北伸延。
1970年代，於佐敦道至西貢街之間的一段廣東道，有超過100間玉器店，使油麻地的一段廣東道有「玉器街」之稱。當中不少玉器店於1984年遷到當時新落成的甘肅街玉器市場。
在佐敦道附近一段廣東道，由於政府在1970年代把部份廣東道改道，轉移連接渡船街，因此廣東道在此分成兩段。現時在尖沙咀的一段廣東道是單程南行，在油麻地一段廣東道與連接的渡船街同為雙程行車。而油麻地駿發花園及油麻地果欄亦把廣東道分成兩段。
九廣鐵路之前計劃九龍南綫時，原擬在尖沙咀海港城附近興建廣東道站，並曾與海港城業主九龍倉商討，但其後因成本等問題，擱置興建廣東道站的計劃。
海港城自2000年起舉辦平安夜「廣東道聖誕倒數派對」，有歌星參與及不同表演欣賞，吸引十多萬人參加，但到2014年起停辦。
2014年下半年雨傘運動期間，尖沙咀一段廣東道曾是四大雨傘革命佔領區之一。

## 段落
廣東道今日部份路段並不連接，被斷開成六段：
- 第一段：連接梳士巴利道天星碼頭巴士總站至佐敦道渡船街交界
- 第二段：由第一段之九龍佐治五世紀念公園分岔，連接至寶靈街
- 第三段：連接佐敦道41至43號（九龍佐治五世紀念公園正門對面）至眾坊街
- 第四段：連接東莞街43至45號，東莞同鄉會方樹泉小學和中華基督教會灣仔堂基道小學中間，至油麻地果欄貨車停泊處
- 第五段：連接窩打老道休憩花園至旺角道
- 第六段︰連接旺角道遊樂場至荔枝角道

## 沿線建築物

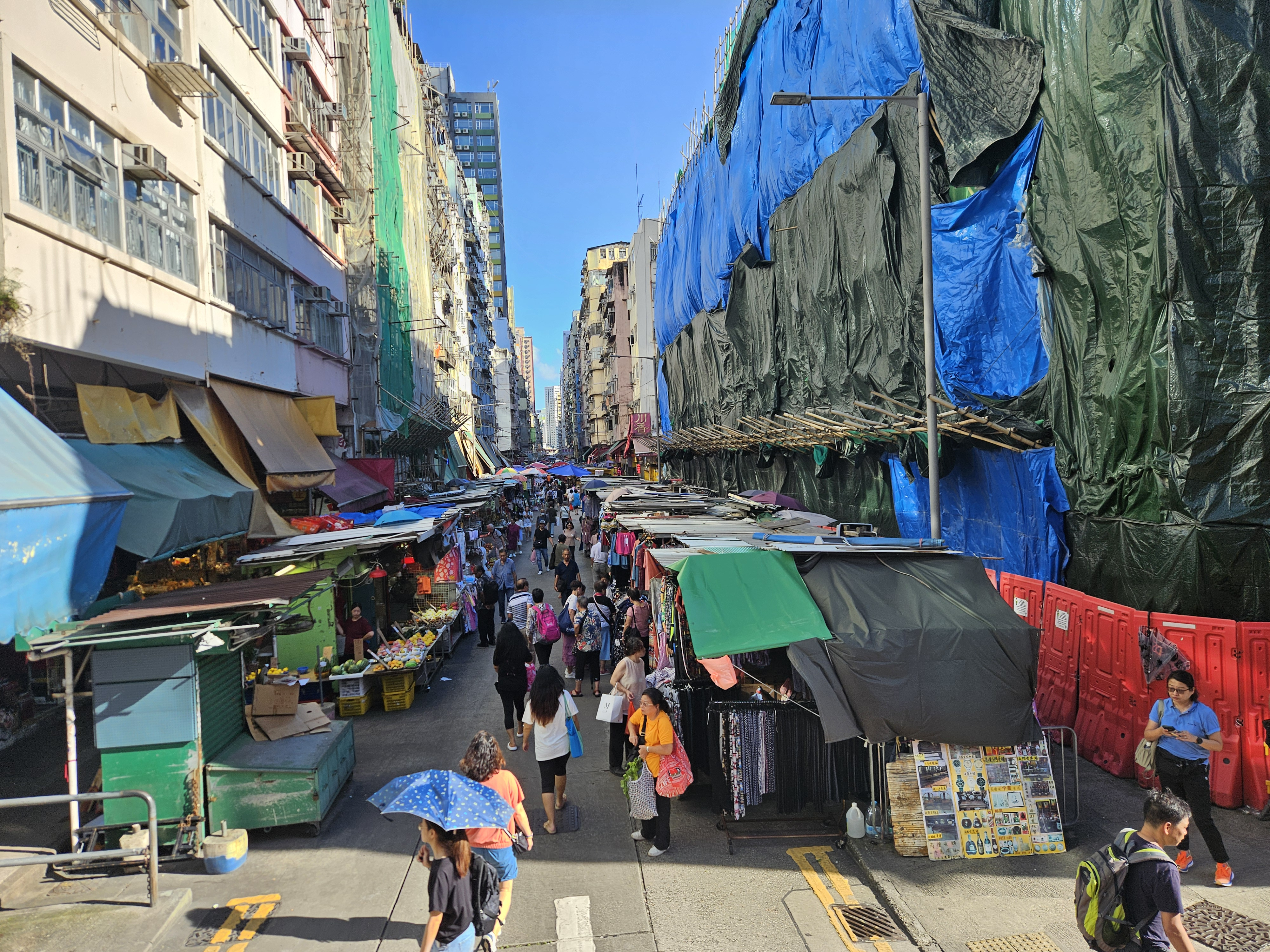
廣東道近旺角街市

- 1881 Heritage（前香港水警總部）
- 北京道1號
- 海港城
- 新港中心
- 彩星集團大廈
- 中港城及中國客運碼頭
- 西九文化區（戲曲中心）
- 廣東道官立小學及麗澤中學
- 港景峯（港景匯商場）2/F（Fusion by ParknShop）
- The Austin
- 港鐵柯士甸站（屯馬綫）
- 官涌市政大廈
- 九龍佐治五世紀念公園
- The Austin/Grand Austin
- 玉器市場（玉器街）英語：
- 油麻地警署
- 駿發花園及百老匯電影中心
- 油麻地果欄
- 旺角街市
- 廣東道停車場

## 連接道路（南至北）
第一及第二段︰
- 梳士巴利道
- 北京道
- 海防道
- 九龍公園徑
- 柯士甸道、柯士甸道西交界
- 寶靈街
- 匯翔道
- 佐敦道、渡船街交界

第三段︰
- 佐敦道
- 南京街
- 寧波街
- 西貢街
- 北海街
- 甘肅街
- 眾坊街

第四段︰
- 東莞街
- 油麻地果欄貨車停泊處

第五段︰
- 窩打老道
- 碧街
- 咸美頓街
- 登打士街
- 豉油街
- 山東街
- 奶路臣街
- 南頭街
- 亞皆老街
- 快富街
- 旺角道

第六段︰
- 旺角道
- 弼街
- 鴉蘭街
- 太子道西
- 荔枝角道

## 圖片

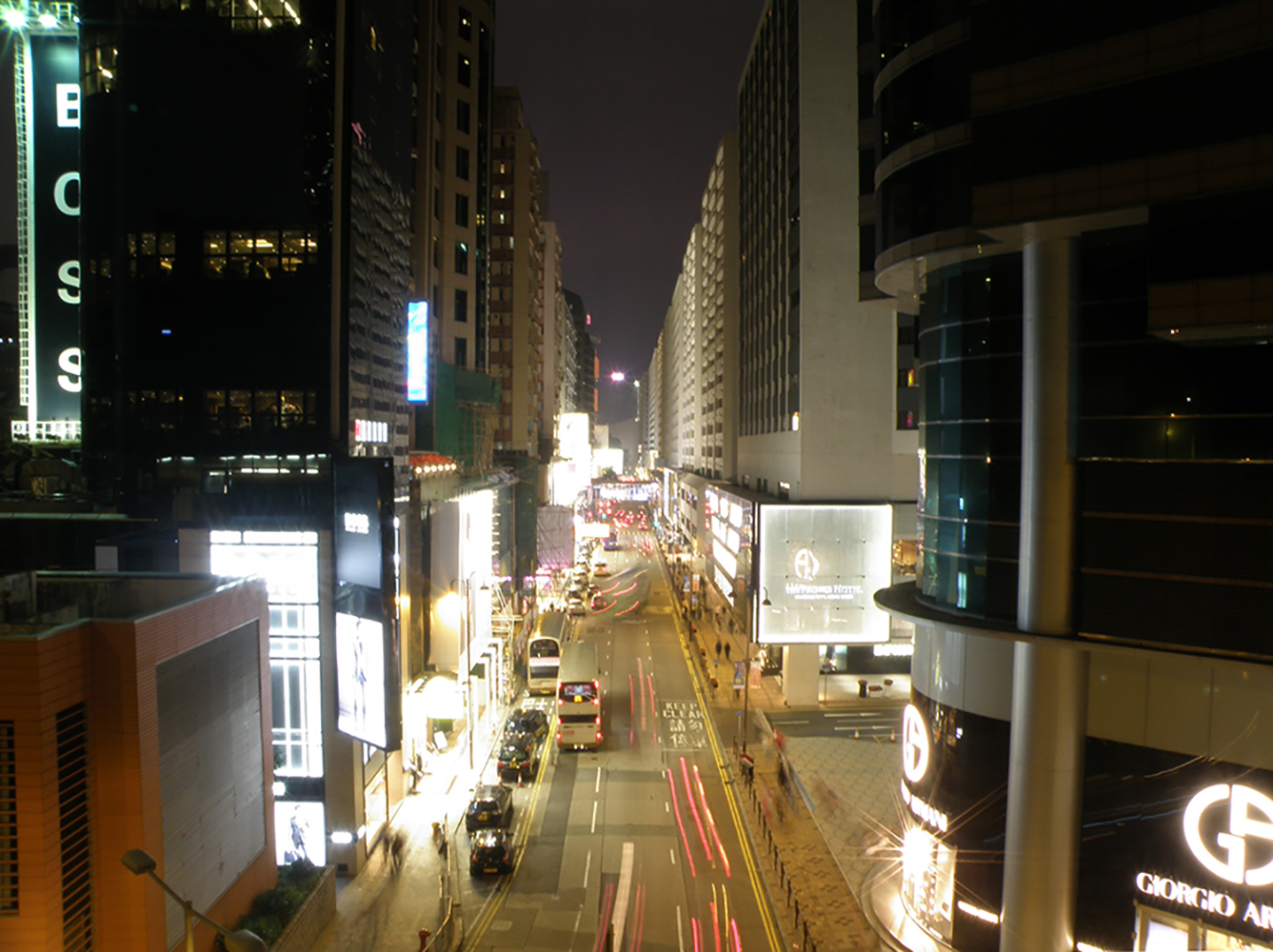
廣東道夜景